# Casa de pe Str. Petru Rareș nr. 21 din Iași
Casa de pe Str. Petru Rareș nr. 21 din Iași este un monument istoric situat în municipiul Iași, județul Iași. Este situată în Str. Petru Rareș nr. 21. Clădirea a fost construită la sfârșitul secolului al XIX-lea. Figurează pe noua listă a monumentelor istorice sub codul LMI: IS-II-m-B-03999.

## Imagini

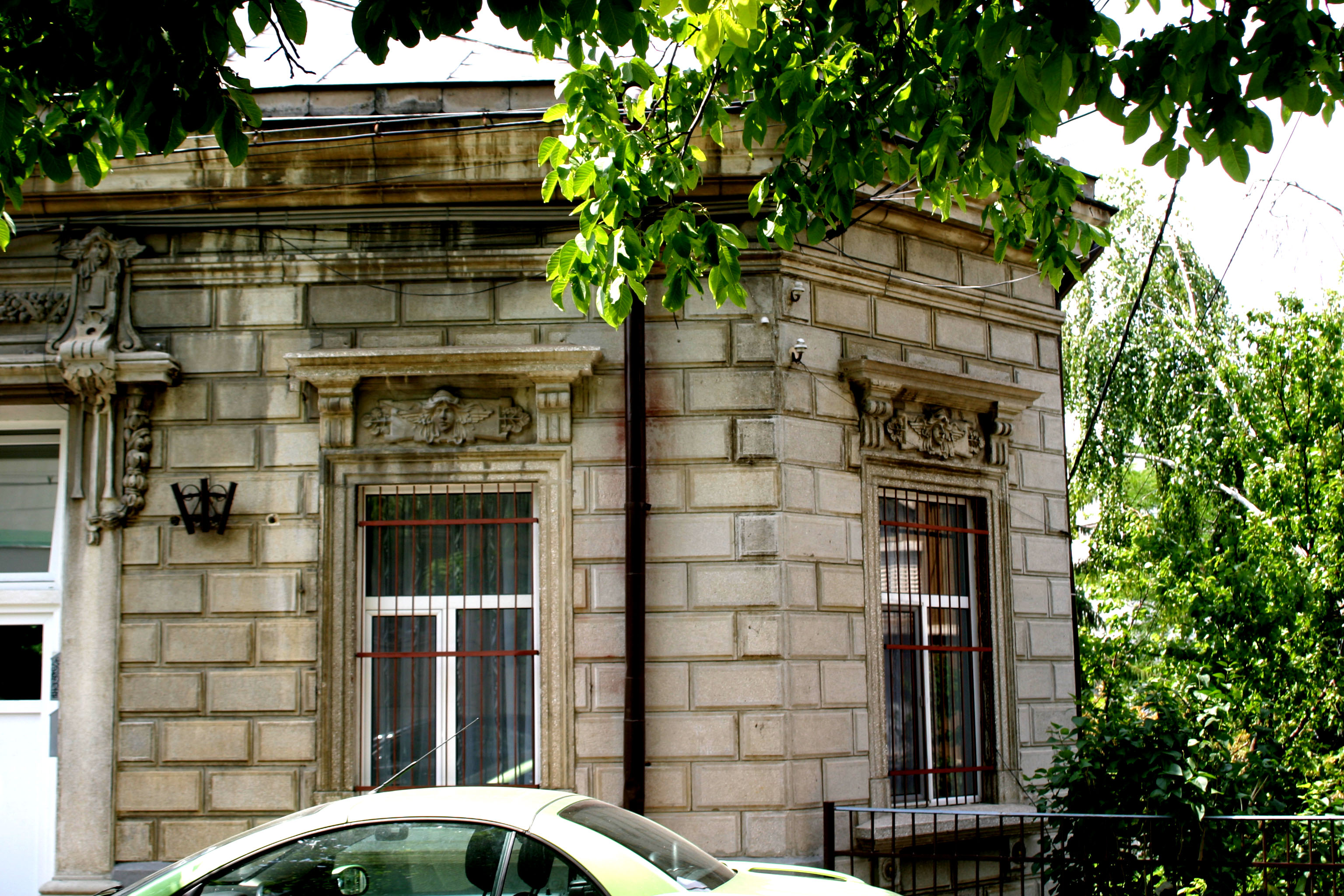
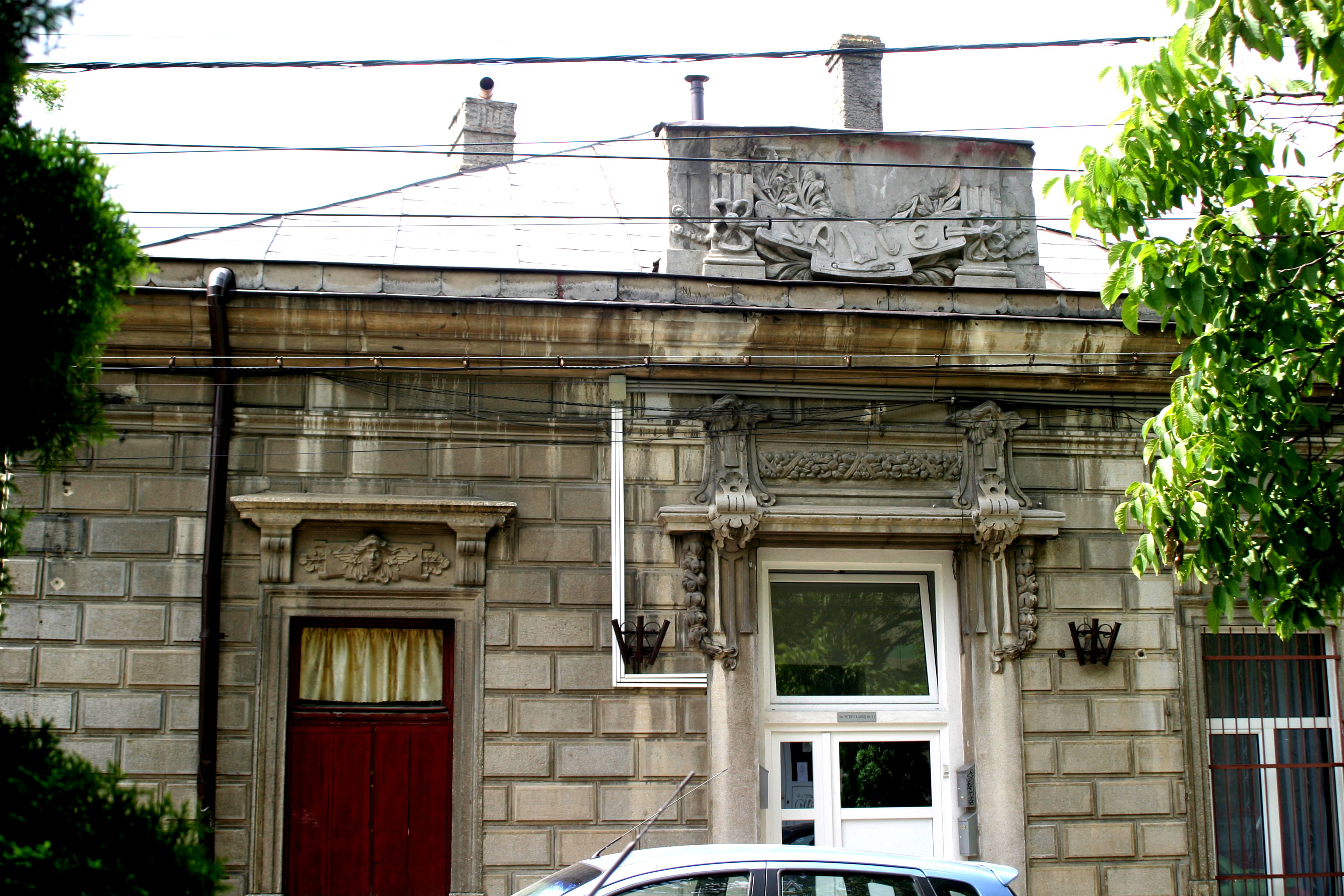